# 현흥역
현흥역(玄興驛)은 조선민주주의인민공화국 함경남도 고원군 군내리에 위치한 평라선의 철도역이다.

## 연혁
- 1939년 9월 16일: 평원선 양덕 - 성내 간 개통과 함께 영업 개시[1]
- 일자 불명: 평라선으로 편입

## 같이 보기
- 평라선